# V.League 1 (1996)
V.League 1 (1997) – 14. edycja najwyższej piłkarskiej klasy rozgrywkowej w Wietnamie. W rozgrywkach wzięło udział 12 drużyn, grając systemem mieszanym. Sezon rozpoczął się 10 marca, a zakończył 6 października 1996 roku. Tytułu nie obroniła drużyna Công An Thành phố Hồ Chí Minh. Nowym mistrzem Wietnamu został zespół Đồng Tháp FC. Tytuł króla strzelców zdobył Lê Huỳnh Đức, który w barwach klubu Công An Thành phố Hồ Chí Minh strzelił 25 bramek.

## Punktacja
Od tego sezonu zaczęto przyznawać 3 pkt za zwycięstwo.
- Zwycięstwo – 3 pkt
- Remis – 1 pkt
- Porażka – 0 pkt

## Drużyny
| - An Giang FC - Cảng Sài Gòn - Câu Lạc Bộ Quân Đội - Công An Thành phố Hồ Chí Minh - Đồng Tháp FC - Hải Quan FC | - Công An Hà Nội - Khatoco Khánh Hoà - Lâm Đồng FC - Sông Lam Nghệ An - Thừa Thiên Huế - XSKT Cần Thơ |

## Przebieg rozgrywek

### Runda 1.
Tabela po 13. kolejce
|    | Klub                          | M  | Z | R | P | Br+ | Br- | Br+/- | Pkt |
| 1  | Đồng Tháp FC                  | 13 | 8 | 3 | 2 | 14  | 6   | +8    | 27  |
| 2  | Sông Lam Nghệ An              | 13 | 8 | 1 | 4 | 13  | 7   | +6    | 25  |
| 3  | Công An Thành phố Hồ Chí Minh | 13 | 7 | 3 | 3 | 20  | 7   | +13   | 24  |
| 4  | An Giang FC                   | 13 | 7 | 2 | 4 | 19  | 13  | +6    | 23  |
| 5  | Hải Quan FC                   | 13 | 7 | 0 | 6 | 17  | 20  | –3    | 21  |
| 6  | Lâm Đồng FC                   | 13 | 6 | 2 | 5 | 19  | 16  | +3    | 20  |
| 7  | Cảng Sài Gòn                  | 13 | 6 | 1 | 6 | 13  | 13  | 0     | 19  |
| 8  | Công An Hà Nội                | 13 | 4 | 5 | 4 | 12  | 8   | +4    | 17  |
| 9  | Câu Lạc Bộ Quân Đội           | 13 | 3 | 4 | 6 | 9   | 20  | –11   | 13  |
| 10 | Khatoco Khánh Hoà             | 13 | 2 | 6 | 5 | 6   | 15  | –9    | 12  |
| 11 | XSKT Cần Thơ                  | 13 | 2 | 4 | 7 | 10  | 17  | –7    | 10  |
| 12 | Thừa Thiên Huế                | 13 | 0 | 5 | 8 | 6   | 16  | –10   | 5   |

Brak źródeł przedstawiających tabelę po wszystkich 22 kolejkach pierwszej rundy. Znane są tylko zespoły, które zakwalifikowały się do drugiej rundy: Đồng Tháp FC, Sông Lam Nghệ An, Công An Thành phố Hồ Chí Minh, An Giang FC, Lâm Đồng FC oraz Khatoco Khánh Hoà.

### Runda 2.

#### Grupa A
|   | Klub                          | M | Z | R | P | Br+ | Br- | Br+/- | Pkt | Uwagi             |
| 1 | Công An Thành phố Hồ Chí Minh | 4 | 3 | 0 | 1 | 11  | 7   | +4    | 9   | Finał             |
| 2 | Sông Lam Nghệ An              | 4 | 2 | 1 | 1 | 7   | 6   | +1    | 7   | Mecz o 3. miejsce |
| 3 | An Giang FC                   | 4 | 0 | 1 | 3 | 5   | 10  | –5    | 1   |                   |

#### Grupa B
|   | Klub              | M | Z | R | P | Br+ | Br- | Br+/- | Pkt | Uwagi             |
| 1 | Đồng Tháp FC      | 4 | 2 | 2 | 0 | 5   | 3   | +2    | 8   | Finał             |
| 2 | Lâm Đồng FC       | 4 | 1 | 1 | 2 | 6   | 8   | –2    | 4   | Mecz o 3. miejsce |
| 3 | Khatoco Khánh Hoà | 4 | 1 | 1 | 2 | 6   | 6   | 0     | 4   |                   |

### Mecz o 3. miejsce
- Sông Lam Nghệ An – Lâm Đồng FC 0 – 0,(po dogr.) karne 4 – 3

### Finał
- Đồng Tháp FC – Công An Thành phố Hồ Chí Minh 3 – 1